# 何かひとつ
「何かひとつ」（なにかひとつ）は、日本の女性歌手、JAMOSAの楽曲で、JAY'EDや若旦那とのコラボレーション・ソングである。2011年2月23日にrhythm zoneよりJAMOSAの8枚目のシングルとして発売された。楽曲の作詞・作曲・プロデュースは、若旦那が担当した。
シングルは2011年3月7日付のオリコン週間シングルランキングで第10位を獲得し、Billboard Japan Top Singles Salesで第9位を獲得した。配信においては、2014年9月時点で160万ダウンロードを記録した。

## 背景
「何かひとつ」は、日本テレビ系ドラマ『美咲ナンバーワン!!』の主題歌。ドラマのプロデューサーは「主人公の美咲がドラマから放つ言葉を後押ししてくれるような、躍動感あふれる主題歌」と依頼していて、本作について「パワフルかつメッセージ性があって、ドラマが描くテーマと合っている」と語っている。本作はJAMOSAにとって初のドラマタイアップ曲であり、「人生初のドラマタイアップとして、自分の曲が使われるなんて夢のよう。この曲の歌詞のように、誰でも『何かひとつ』夢中になれるものがあると思う。歌い続けてきてよかった」と語っている。
楽曲制作にあたりドラマのストーリーを読んでおり、それぞれ主人公の美咲を自分に置き換え、これまでの人生を思い返して感じた思いが歌詞に込められた。制作当時、JAY'EDはツアー中、若旦那はニューヨークに住んでおり、3人の環境がバラバラだったためSkypeを使って楽曲を制作した。
レコーディングは7日間で行われ、3人ですべてのラインを歌い、それぞれの良さが出ているパートを選んで仕上げられた。

## 収録曲
| #         | タイトル                                            | 作詞・作曲 | 編曲                                                                       | 時間  |
| --------- | --------------------------------------------------- | ---------- | -------------------------------------------------------------------------- | ----- |
| 1.        | 「何かひとつ」(feat. JAY'ED & 若旦那)               | 若旦那     | 橘井健一 David Darlington Ray Sasaki DJ HOTEL CHICA (CHICA meets SOULFIRE) | 4:35  |
| 2.        | 「10年後も…」                                       | -          |                                                                            |       |
| 3.        | 「何かひとつ」(U sing with JAY'ED & 若旦那 KARAOKE) |            |                                                                            | 4:36  |
| 4.        | 「何かひとつ」(U sing with JAMOSA & 若旦那 KARAOKE) |            |                                                                            | 4:36  |
| 5.        | 「何かひとつ」(U sing with JAMOSA & JAY'ED KARAOKE) |            |                                                                            | 4:36  |
| 6.        | 「何かひとつ」(KARAOKE)                             |            |                                                                            | 4:34  |
| 7.        | 「10年後も…」(KARAOKE)                              |            |                                                                            | 4:37  |
| 合計時間: | 合計時間:                                           | 合計時間:  | 合計時間:                                                                  | 27:34 |

## チャート成績
| チャート（2011年）       | 最高位 |
| ------------------------ | ------ |
| 日本 (オリコン)          | 10     |
| 日本 (Japan Hot 100)     | 11     |
| 日本 (Top Singles Sales) | 9      |

| チャート（2011年）   | 順位 |
| -------------------- | ---- |
| 日本 (Japan Hot 100) | 11   |

## カバー・バージョン
本作に参加した若旦那は、同年に発売されたアルバム『あなたの笑顔は世界で一番美しい』にセルフカバー・バージョンを収録した。

## 収録アルバム
何かひとつ
- 『SKY』 / JAMOSA
- 『Your Voice』 / JAY'ED
- 『BEST OF MY LUV -collabo selection-』 / JAMOSA